# Andriy
Andriy est un prénom masculin ukrainien dont l'origine provient du grec ancien ἀνήρ / anḗr qui signifie « homme fort »,.

## Prénom
- Pour l'ensemble des articles sur les personnes portant ce prénom, consulter :
  - la liste des articles dont le titre commence par ce prénom
  - les listes produites par Wikidata : Liste des personnes de prénom « Andriy » — même liste en incluant les éventuels prénoms composés qui contiennent « Andriy ».
- Andriy Bal (1958-2014), joueur soviéto-ukrainien de football
- Andriy Berezovchuk (né en 1981), joueur ukrainien de football
- Andriy Biba (né en 1937), joueur soviéto-ukrainien de football
- Andriy Biletsky (né en 1979), policier et homme politique ukrainien
- Andriy Bratashchuk (né en 1992), coureur cycliste ukrainien
- Andriy Chevtchenko (né en 1976), joueur ukrainien de football
- Andriy Deryzemlya (né en 1977), biathlète ukrainien
- Andriy Dikan (né en 1977), joueur ukrainien de football
- Andriy Fedchuk (1980-2009), boxeur olympique ukrainien
- Andry Fedetchko (né en 1990), pentathlonien ukrainien
- Andriy Hluchtchenko (né en 1977), triathlète et duathlète ukrainien
- Andriy Grivko (né en 1983), coureur cycliste ukrainien
- Andriy Hovorov (né en 1992), nageur ukrainien
- Andriy Husin (né en 1972), joueur ukrainien de football
- Andriy Kalashnikov (né en 1964), lutteur gréco-romain ukrainien
- Andriy Khloptsov (né en 1998), nageur ukrainien
- Andriy Khripta (né en 1986), coureur cycliste ukrainien
- Andriy Kotelnik (né en 1977), boxeur ukrainien
- Andriy Kovalenko (né en 1970), joueur ukraino-australien de water-polo
- Andriy Kulyk (né en 1989), coureur cycliste ukrainien
- Andriy Kutsmus (né en 1986), joueur ukrainien de volley-ball
- Andriy Kuzmenko (1968-2015), chanteur et écrivain ukrainien
- Andriy Levtchenko (né en 1985), joueur ukrainien de volley-ball
- Andriy Lunin (né en 1999), joueur ukrainien de football
- Andriy Maksymenko (né en 1969), joueur et entraîneur d'échecs soviétique
- Andriy Martynyuk (né en 1990), athlète ukrainien en lancer du marteau
- Andriy Nesmachny (né en 1979), joueur ukrainien de football
- Andriy Paroubiy (né en 1971), homme d'État ukrainien
- Andriy Protsenko (né en 1988), athlète ukrainien en saut en hauteur
- Andriy Pryshchepa (né en 1982), coureur cycliste ukrainien
- Andriy Pyatov (né en 1984), joueur ukrainien de football
- Andriy Rusol (né en 1983), joueur ukrainien de football
- Andriy Sadovy (né en 1968), homme politique ukrainien
- Andriy Semenov (né en 1984), athlète ukrainien en lancer du poids
- Andriy Serdinov (né en 1982), nageur ukrainien
- Andriy Sienichkin (né en 1991), gymnaste artistique ukrainien
- Andriy Skvaruk (né en 1967), athlète ukrainien en lancer du marteau
- Andriy Sokolovskyy (né en 1978), athlète ukrainien en saut en hauteur
- Andriy Stadnik (né en 1982), lutteur libre ukrainien
- Andriy Tverdostup (né en 1977), athlète ukrainien en 400 mètres
- Andriy Volokitine (né en 1986), joueur d'échecs ukrainien
- Andriy Vorobey (né en 1978), joueur ukrainien de football
- Andriy Voronin (né en 1979), joueur ukrainien de football
- Andriy Vynokurov (né en 1982), coureur cycliste ukrainien
- Andriy Yahodka (né en 1988), escrimeur ukrainien
- Andriy Yarmolenko (né en 1989), joueur ukrainien de football
- Andriy Yatsenko (né en 1997), lutteur ukrainien
- Andriy Zholdak (né en 1962), metteur en scène ukrainien

## Variants
- Andrew, Anders, André, Ander, Andy, Andrei, Andreas, Andréas, Andrzej, Andrea, Andrey, Andrei, Andrés, Drew et Andres